# Roger Bonvin
Roger Bonvin (Icogne, 12 de septiembre de 1907 - Sion, 5 de junio de 1982) fue un político suizo y miembro del Consejo Federal Suizo (1962-1973).
Fua elegido para el Consejo Federal Suizo el 27 de septiembre de 1962 y se mantuvo en el cargo hasta el 31 de diciembre de 1973. Era afiliado al Partido Demócrata Cristiano.
Durante su época activa mantuvo los siguientes ministerios:
- Ministerio de Economía (Suizo) (1962 - 1968)
- Ministerio de Transporte, Comunicaciones y Energía (1968 - 1973)

Roger Bonvin fue presidente de la Confederación dos veces, en 1967 y 1973.

## Patrouille des Glaciers
Bonvin fue coronel de la Brigada de Montaña número 10. Junto con el capitán Rodolphe Tissières realizaron por primera vez el recorrido alpino denominado Patrouille des Glaciers. Inicialmente tuvo un objetivo militar, en concreto la comprobación, planificación y mejora de la capacidad de entrega y sacrificio de la tropa en el marco de la movilización ante la Segunda Guerra Mundial. Esta travesía alpina después se transformó en la mayor carrera del mundo en su estilo, con ediciones períódicas; en 2010 se celebró la decimocuarta edición.